# Lotten Dahlgren

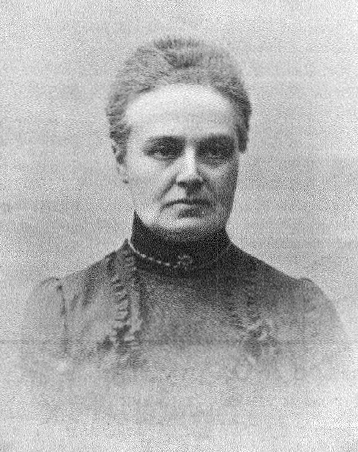
Lotten Dahlgren

Lotten Dahlgren, eigentlich Eva Charlotta Carolina Dahlgren (* 23. April 1851 in Stockholm; † 14. Januar 1934 in Djursholm) war eine schwedische Autorin, Journalistin, Redakteurin und Feministin. Von 1891 bis 1907 war sie Chefredakteurin des Magazins Dagny, einem führenden Sprachrohr der schwedischen Frauenbewegung.

## Leben
Lotten Dahlgren stammte aus einer wohlhabenden Familie des Stockholmer Bürgertums. Ihr Vater Fredrik August Dahlgren war Beamter und als Schriftsteller erfolgreich. 1871 wurde er in die Schwedische Akademie aufgenommen. Ihre Mutter Ulrica (Ulla), geb. von Heland, war die Nichte des Schriftstellers, Historikers und Dichters Erik Gustaf Geijer.
Dahlgren entwickelte früh eine Begabung für das Schreiben. Sie besuchte eine Privatschule in Stockholm und Sprachkurse im Ausland. Für einige Jahre arbeitete sie als Lehrerin.
Dahlgrens Karriere als Autorin begann in den späten 1880er Jahren. Zu dieser Zeit arbeitete sie als Redakteurin beim Aftonbladet. 1887 wurde sie Vorstandsmitglied des Fredrika-Bremer-Förbundet (FBF), der ältesten Organisation, die sich in Schweden für die Rechte der Frauen einsetzt. 1891 wurde sie Chefredakteurin des Magazins der Vereinigung Dagny. Bis 1907 schrieb sie zahlreiche Artikel, sowohl zu literarischen wie zu politischen Themen. Als Teil der Arbeit für die FBF, hielt sie Vorträge vor Frauen der Arbeiterklasse. Daneben schrieb sie auch satirische Gedichte. Sie repräsentierte die FBF im Ausschuss für das Frauenwahlrecht. Von 1901 bis 1906 war sie Schriftführerin der Sällskapet Nya Idun.
Dahlgren verarbeitete ihre Familiengeschichte in mehreren literarischen Werken. Ransäter. Värmländska släktminnen från adertonhundratalets förra hälft upptecknade, veröffentlicht 1905, war ein Durchbruch in ihrer Karriere als Schriftstellerin. Es wurde so erfolgreich, dass sie sich von ihrer journalistischen Arbeit bei Dagny zurückzog, um sich ganz auf ihr Schreiben zu konzentrieren. Zwei Jahre später festigte sie ihren Ruf mit Ur Ransäters familjearkiv. Dagboks- och brefutdrag sammanförda. Von 1905 bis 1916 erschienen weitere familiengeschichtliche Werke, darunter sieben Bände Briefe und Dokumente aus Värmland. Als Bewunderin des Lebens und Werks der Pionierin Fredrika Bremer (1801–1865) thematisierte sie in vielen ihrer Bücher die Kulturgeschichte von Värmland sowie die Geschichte von Frauen.
Dahlgrens Werke, die in den 1920er Jahren unter anderem die Lebensgeschichte von Jenny Lind beschrieben, wurden vom Verlag Wahlström & Widstrand verlegt.

## Ehrungen
- 1921: Medaille Litteris et Artibus.